# Santa Maria d'Ovarra
Santa Maria d'Ovarra és un monestir romànic al Prepirineu, al peu de l'extrem occidental de la serra de Sis.

## Particularitats
Fou construït pels mestres llombards el primer quart del segle xi a les ribes de l'Isavena a la comarca de Ribagorça). «Ovarra» significa en basc «forat entre roques» i és en el fons d'una vall bloquejada pel congost d'Ovarra o de La Croqueta, on s'alça el monestir. L'església de Santa Maria està dedicada alhora a sant Pere, sant Esteve i a la Santa Creu.
Es va construir segons el sistema de proporcions del triangle equilàter, sistema que es modificà més tard per seguir el de les proporcions dobles o diapasó. Els nombres 3 (Trinitat) i 7 (Esperit Sant, totalitat del temps, apocalipsi…) es repeteixen per tot el temple: tres finestres a l'absis central i set als tres absis. Presenta totes les característiques de l'estil llombard: les arcuacions cegues que compassen els murs, separades pels contraforts o lesenes i frisos de dents de serra. Original d'aquest temple és el fris d'influència musulmana, amb cel·les romboidals, que corona l'absis central.
L'edifici consta de tres naus, de les quals la central és més alta i ampla. Les naus estan culminades per absis semicirculars coberts amb voltes de quart d'esfera que descansen en pilastres cruciformes. El campanar es va començar a construir, però les parets només van assolir una alçada de 3 m. En un dels murs laterals, s'obre una portalada amb grosses dovelles datada del segle xvi, on trobem esculpit l'escut dels Mur.
Està datat l'assentament de monjos en aquest indret des de l'any 874. Aquest monestir va esdevenir el cor del comtat de Ribagorça, escindit del Pallars el 930 per Ramon III de Ribagorça. No existeixen construccions anteriors al segle xi perquè segurament foren arrasades per les ràtzies musulmanes.
La protecció de les baronies d'Espés i dels Mur de Pallars significaren dos moments àlgids en els segles xiii i xvi, respectivament, però el restabliment del bisbat de Barbastre el 1571 significà la desaparició del priorat i el començament d'una decadència de la qual mai més es recuperà. Les voltes del peu de l'església s'enfonsaren el 1872.
El 1931, va ser declarat monument nacional, però no es va començar la reconstrucció fins a la dècada dels seixanta. El palau prioral, manat construir al segle xvi pel prior Pere Mur, resta en ruïnes al peu de la basílica.
Ovarra va tenir un molí fariner a la part més propera al riu que actualment està condicionat com a alberg per a grups de joves. El pont que dona accés al conjunt recorda un d'estil gòtic que es va emportar una riuada el 1963.
Fora del clos de Santa Maria d'Ovarra, a menys d'un centenar de metres hi ha ubicada la petita església de Sant Pau d'Ovarra, la qual feia compatible el culte monacal amb el més senzill dels feligresos.

## Imatges

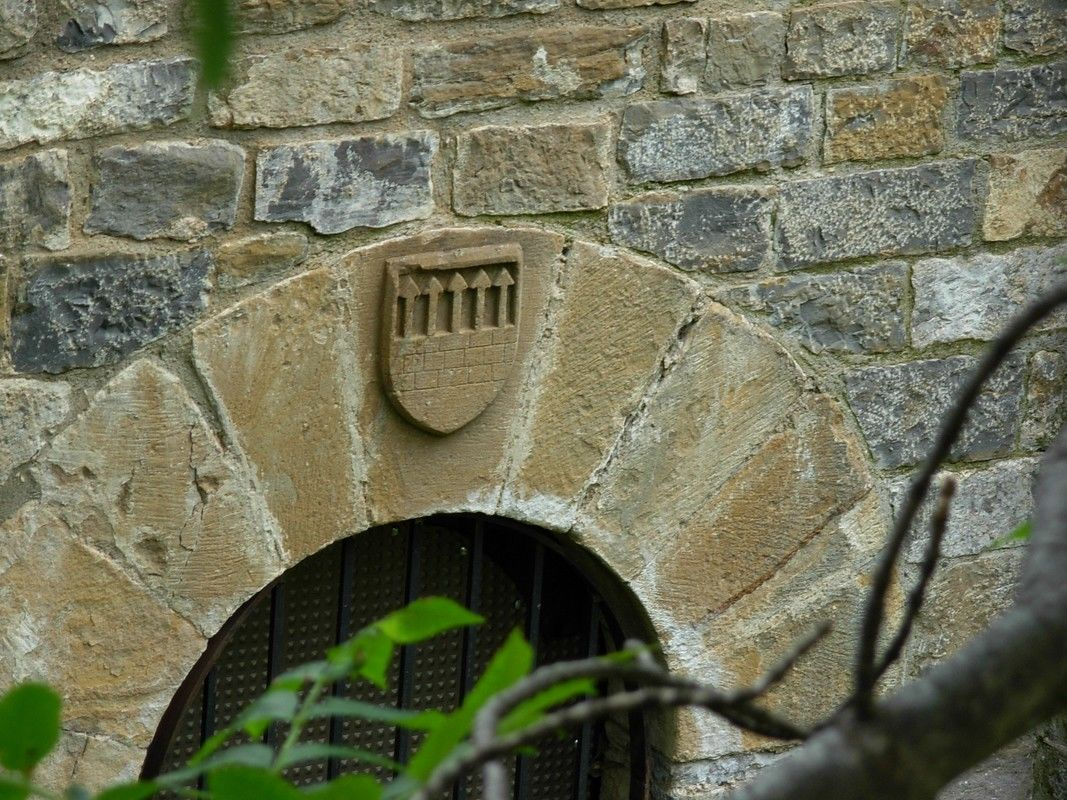
Escut dels Mur
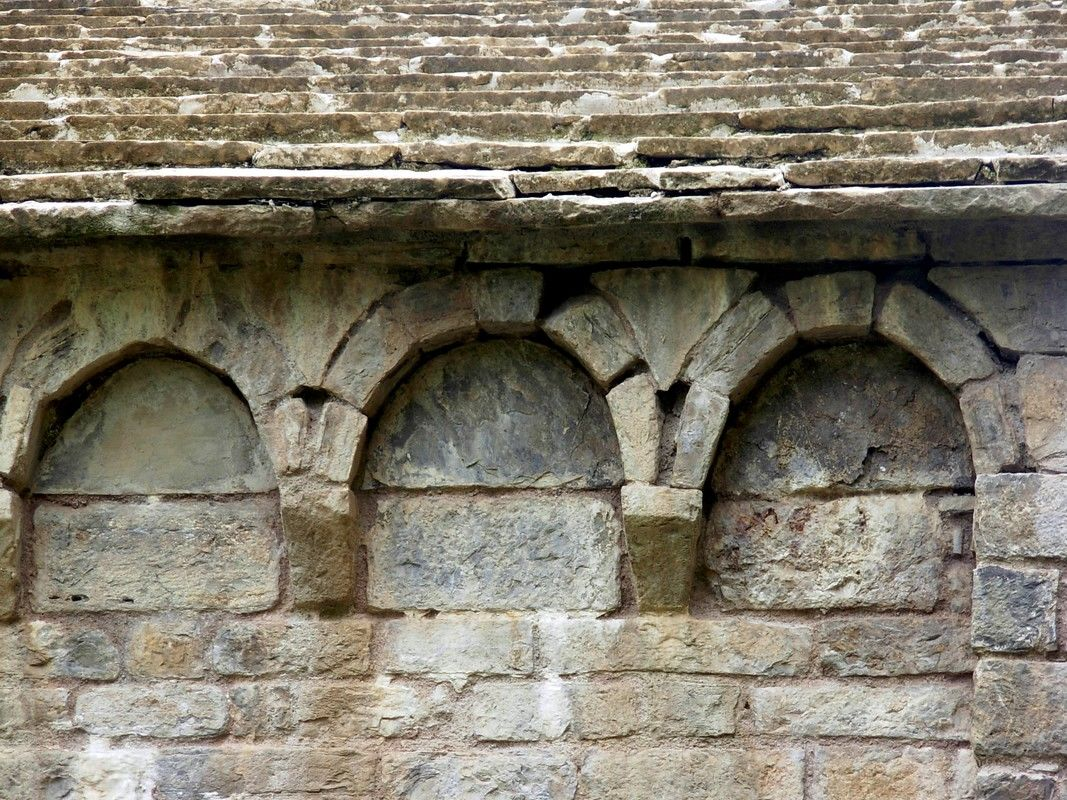
Decoració del mur lateral
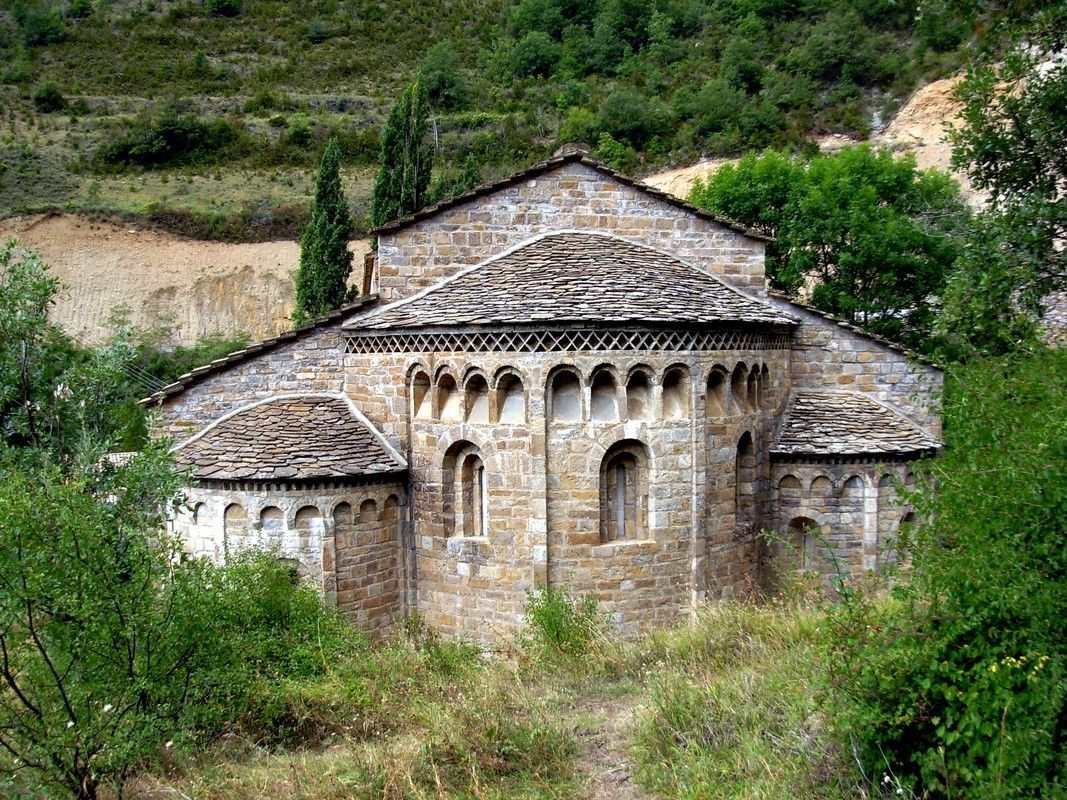
Vista dels absis
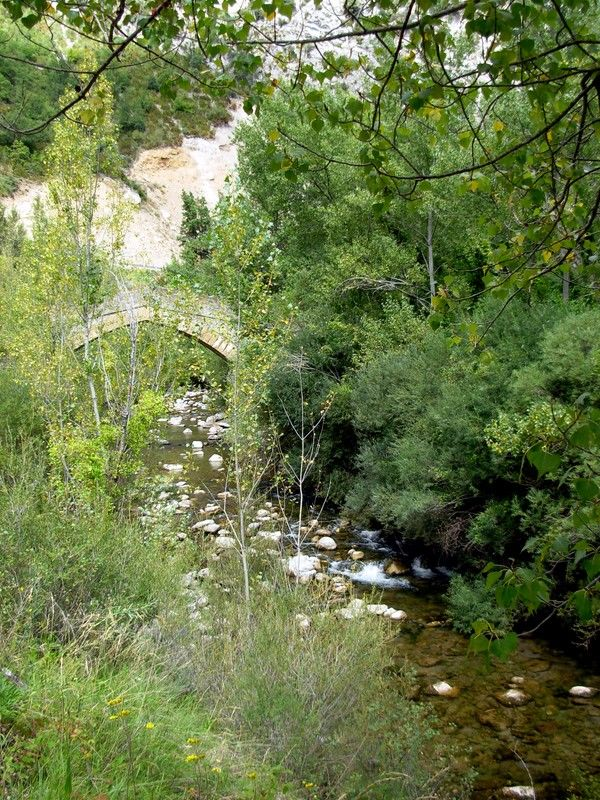
Pont d'accés
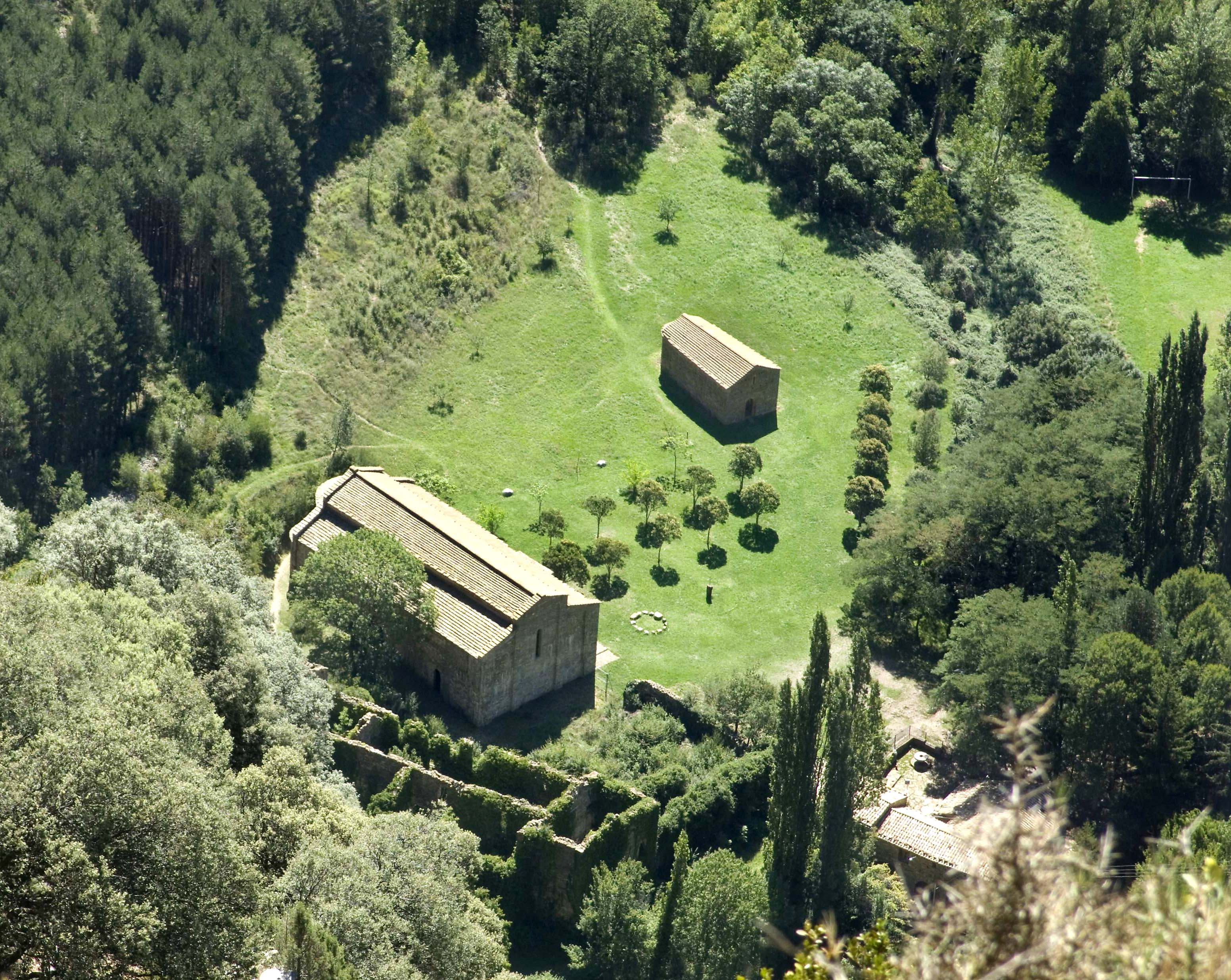
Santa Maria d'Ovarra